# Olulis murudensis
Olulis murudensis là một loài bướm đêm trong họ Noctuidae.